# Janaplateau
Das Janaplateau (russisch Янское плоскогорье, Janskoje ploskogorje) ist eine Hochebene als Teil des Ostsibirischen Berglands (Russland, Asien).

## Geographie
Das Janaplateau liegt im Bereich des Mittellaufes der Jana im Nordosten der Republik Sacha (Jakutien), beiderseits des Polarkreises. Im Osten wird es von Ausläufern des Tscherskigebirges, im Westen vom Werchojansker Gebirge umrahmt. In Richtung Südosten das Janaplateau in das Hochland von Oimjakon über, mit dem es eine tektonische Einheit bildet, zusammen auch Jana-Oimjakon-Hochland (Яно-Оймяконское нагорье) genannt.
Das mittelgebirgsartige Janaplateau erreicht zum größten Teil Höhen von 450–800 m ü. NN. Einige Massive ragen bis über 1.500 m auf: die höchste Erhebung ist das Arga-Billjach-Massiv (Арга-Биллях) mit 1.770 m zwischen Adytscha und deren Nebenfluss Borulach.

## Geologie
Das Janaplateau wird von Aleurolith- und Tonschiefern sowie Sandstein der Trias gebildet, die im Bereich der höchsten Erhebungen von Granitintrusionen durchbrochen werden.

## Flora
Das Janaplateau ist überwiegend von lichten Lärchenwäldern bedeckt.